# 3ds Max
3ds Max (in precedenza chiamato 3D Studio e 3D Studio Max, anche noto solo come Max) è un programma di grafica vettoriale tridimensionale e animazione, realizzato dalla divisione Media & Entertainment di Autodesk. Nacque come 3D Studio per MS-DOS nel 1990, poi dalla versione Max del 1996 venne trasferito su piattaforma Win32. Inizialmente la divisione di Autodesk responsabile di 3ds Max si chiamava Kinetix, ma nel 1998 in seguito alla acquisizione di Discreet Logic da parte della società di San Rafael ne ereditò il nome. La divisione Media & Entertainment di Autodesk oggi include numerosi altri prodotti per la grafica 3D, come ad esempio il popolare Maya, aggiunto al catalogo a seguito dell'acquisizione di Alias.

## Panoramica

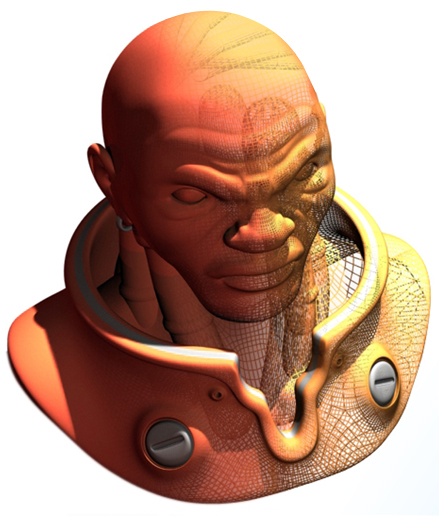
Personaggio 3D modellato con 3D Studio Max 5.0

3ds Max è uno dei più utilizzati software per creazione 3D per numerose ragioni tra cui le potenti capacità di editing e la sua architettura di plugin. Infatti anche se molti strumenti non sono parte del prodotto, il prodotto dispone di una grande scelta di plugin realizzati da terze parti.
Alcune precedenti versioni richiedevano una speciale chiave hardware di protezione da copie (un dongle) che doveva essere inserita nella porta parallela per poter utilizzare il programma.
3ds Max ha una serie di funzionalità avanzate. Fin dalla versione 7.0 sono presenti strumenti di texture avanzati, come un generatore e renderizzatore built-in normal map, stati inclusi per migliorare le capacità di progettazione di videogiochi. A partire dalla versione 6.0, è stato incluso  Mental Ray, un potente sistema di rendering. Dalla versione 5.0, 3ds Max include strumenti di illuminazione avanzata come Radiosity e Light Tracer, simili a strumenti di professionali per il rendering fotorealistico come finalRender, Brazil r/s e V-ray.
3ds Max include anche Havok Reactor: un software per la creazione di realistiche simulazioni dinamiche (usate anche in parecchi giochi come Half-Life 2, Oblivion, Max Payne 2 e Tribes: Vengeance).
I sette metodi base di modellazione sono:
- Modellazione con primitive
- NURMS
- Surface tool
- NURBS
- Modellazione con poligoni
- Modellazione con mesh
- Modellazione con patch

### Modellazione con primitive
È un metodo di base in cui si può modellare usando solo quadrati, sfere, coni, cilindri e altri oggetti predefiniti. Si possono anche applicare operatori booleani, includendo intersezione, sottrazione e unione.

### NURMS
NURMS significa Non-Uniformal Rational MeshSmooth.
Questa è l'implementazione di 3ds Max della modellizzazione mediante suddivisione di una superficie, un metodo che sta affiancandosi alla modellizzazione mediante NURBS sia per modelli con molti poligoni che quelli a basso numero di poligoni. Alla base di questo metodo vi è la modellizzazione mediante poligoni (in 3ds Max è possibile lavorare con mesh o poligoni modificabili). Dopo avere creato un modello approssimato con i poligoni, è possibile applicarvi il comando di meshsmooth. Il vantaggio del meshsmooth NURMS è che ogni vertice ed ogni bordo ha un peso associato. Il peso simboleggia quanto la forma finale è affetta dal vertice/bordo in questione. È importante notare che i modelli NURMS, mentre sono ottimali per la creazioni di immagini, video e prototipi, sono inutilizzabili in produzione in quanto completamente privi di informazioni geometriche.
La modellazione mediante NURMS è più semplice della modellazione mediante spline e può essere utilizzata con successo anche da utilizzatori non esperti pur fornendo una buona scalabilità ed una buona possibilità di controllo agli artisti con più esperienza.
Mentre in precedenza 3ds Max permetteva di utilizzare la suddivisione di superfici solo su tutta la mesh, l'aggiunta dello strumento sub-d al modificatore di poligoni, consente di suddividere porzioni di un modello in vari modi e quindi è possibile avere un maggiore controllo della mesh finale.

### Surface tool
Il Surface tool era originariamente un plugin, in seguito acquistato da Autodesk e incluso nella versione 3.0. Il surface tool serve per creare le comuni spline 2D di 3ds Max ed applicarvi poi un modificatore chiamato "surface" ("superficie"). Questo modificatore crea una superficie ogni 3 o 4 vertici in una griglia.

### NURBS
NURBS è l'acronimo di Non-Uniformal Rational B-Spline.

### Modellazione mediante poligoni
La modellazione mediante poligoni è molto comune nella progettazione di videogiochi. Solitamente, il modellatore comincia convertendo una primitiva in poligoni ed utilizzando strumenti come lo smusso, l'estrusione ed il taglio dei vertici o delle facce, aggiunge dettagli e raffina il modello. È possibile inoltre attaccare due o più poligoni e "collassare" i vertici comuni in modo da poter mantenere unità nella superficie risultante. Questa tecnica è molto utilizzata nel campo dei videogiochi perché permette un controllo molto accurato su ogni poligono e quindi consente una forte ottimizzazione.

### Modellazione mediante Mesh
Si trasforma l'oggetto in questione in una Mesh modificabile. Di default si vede la mesh con piccoli triangoli ma ci sono varie scelte di sub-oggetto.

### Modellazione mediante Patch
Si modifica utilizzando una patch, usata per materiale organico.

### Modellazione mediante subdivision surface
Le superfici di suddivisione sono molto usate per la modellazione organica. Hanno i vantaggi della semplificazione poligonare con i risultati della modellazione con le Nurbs.

### Sistema particellare
3ds Max può generare un oggetto chiamato "emettitore di particelle" che permette all'utente di trattare tutte le particelle come un gruppo.
Un emettitore di particelle è un oggetto 3D modellato con il programma che emette oggetti multipli trattati come gruppo. A partire dalla versione 7, ci sono 7 emettitori di particelle in 3ds Max. I 7 emettitori sono PF Source (PF sta per Flusso di Particelle), Spray, Snow, Blizzard, PArray, PCloud, e Super Spray.
Dalle ultime versioni sono stati introdotti metodi di controllo delle particelle definiti "ad eventi": il comportamento di ogni singola particella è condizionata dall'accadere o meno di alcuni eventi (toccare una superficie, essere vicini a qualcosa, e così via). Questo sistema permette di creare animazioni di numerosi oggetti estremamente complesse (stormi di uccelli, eserciti in movimento, ecc.)

### Maxscript
3ds Max usa un linguaggio di scripting incorporato chiamato Maxscript.